# پاکش (مجارستان)
پاکش (به مجاری:  Paks) یک منطقهٔ مسکونی در مجارستان است که در پاکش واقع شده‌است. پاکش ۱۵۴٫۰۸ کیلومتر مربع مساحت و ۱۹٬۸۳۳ نفر جمعیت دارد.

## خواهرخوانده
شهر لوویسا خواهرخواندهٔ پاکش (مجارستان) هست.